# اشچینیتک، شهرستان دراوسکو
اشچینیتک، شهرستان دراوسکو (به لاتین: Trzciniec, Drawsko County) یک منطقهٔ مسکونی در لهستان است که در Gmina Czaplinek واقع شده‌است.